# Kaarle McCulloch
Kaarle McCulloch (Campbelltown, 20 januari 1988) is een Australisch baanwielrenster gespecialiseerd in de sprintonderdelen. McCulloch werd samen met Anna Meares wereldkampioen op de teamsprint in 2009, 2010 en 2011. In 2019 won ze opnieuw het wereldkampioenschap teamsprint, deze keer samen met Stephanie Morton. Ze nam deel aan de Olympische Zomerspelen van 2012 tijdens deze spelen won ze een bronzen medaille.

## Belangrijkste resultaten
| Jaar | AK                                           | OK                                          | WK                                 | Overig |
| ---- | -------------------------------------------- | ------------------------------------------- | ---------------------------------- | --- |
| 2006 |                                              | 500m tijdrit · sprint                       |                                    | |
| 2007 | teamsprint · 500m tijdrit                    | keirin · teamsprint · 500m tijdrit · sprint |                                    | WB Sydney: teamsprint · WB Los Angeles: teamsprint                                                                            |
| 2008 | 500m tijdrit · sprint · keirin · teamsprint  |                                             |                                    | WB Los Angeles: teamsprint · WB Melbourne: 500m tijdrit                                                                       |
| 2009 | sprint · 500m tijdrit                        |                                             | teamsprint                         | WB Kopenhagen: teamsprint |
| 2010 | teamsprint · sprint · keirin · 500 m tijdrit |                                             | teamsprint                         | Gemenebestspelen: teamsprint · 500m tijdrit · WB Melbourne: keirin                                                            |
| 2011 | teamsprint · 500m tijdrit · sprint           |                                             | teamsprint                         | WB Manchester: teamsprint · WB Astana: teamsprint                                                                             |
| 2012 | 500m tijdrit · teamsprint · sprint · keirin  | keirin                                      | teamsprint                         | Olympische Zomerspelen: teamsprint · WB Londen: teamsprint                                                                    |
| 2013 | 500m tijdrit · teamsprint · sprint           | teamsprint · sprint                         |                                    | WB Aguascalientes: teamsprint                                                                                                 |
| 2014 |                                              | teamsprint · sprint                         |                                    | WB Guadalajara: teamsprint |
| 2015 | sprint                                       | 500m tijdrit                                | teamsprint                         | WB Cambridge: teamsprint |
| 2016 | sprint                                       |                                             |                                    | |
| 2017 | keirin · teamsprint · sprint                 | 500m tijdrit · sprint                       | teamsprint                         | |
| 2018 |                                              | 500m tijdrit · teamsprint · sprint · keirin |                                    | Gemenebestspelen: 500m tijdrit, teamsprint, keirin, sprint · WB Saint-Quentin-en-Yvelines: teamsprint · WB Milton: teamsprint |
| 2019 | teamsprint                                   | teamsprint · 500m tijdrit · sprint          | teamsprint · keirin · 500m tijdrit | WB Cambridge: sprint |
| 2020 |                                              |                                             | teamsprint                         | |
| 2021 | sprint                                       |                                             |                                    | |